# Sertab Erener
Sertab Erener (tudi le Sertab), turška pevka, * 4. december, 1964, Istanbul.
Je ena najuspešnejših turških žensk na področju pop glasbe. V Evropi je postala znana predvsem po Evroviziji leta 2003, kjer je zmagala s pesmijo Every Way That I Can.

## Kariera
Svojo glasbeno kariero je Sertab začela s sodelovanjem s turško pevko Sezen Aksu.
Leta 1992 je izdala svoj prvi album z naslovom Sakin Ol!. V naslednjem desetletju je izdala še štiri albume s pesmimi v turščini. 
Na nacionalnih izborih za Evrovizijo je nastopila že leta 1989 in 1990, vendar se ni uvrstila na mednarodni izbor. Leta 2003 je končno zmagala na nacionalnem izboru ter kasneje tudi na izboru za Evrovizijo v Rigi. Pesem se je uvrstila na visoka mesta glasbenih lestvic po vsej Evropi (v Grčiji, Turčiji, na Švedskem in v vzhodnoevropskih državah je ostala več tednov na 1. mestu). 
Po evrovizijski zmagi je leta 2004 izšel njen prvi album s pesmimi v angleščini (No Boundaries). Leta 2005 je izdala nov album v turščini Aşk Ölmez. 
Njene pesmi se pogosto pojavljajo kot zvočne sledi (soundtracki) v filmih. Pesmi iz zadnjega albuma so prisotne v filmu Zvok Istanbula.

## Diskografija

### Albumi
- Sakin Ol! (1992)
- Lâ'l (1994)
- Sertab Gibi (1996)
- Sertab Erener (1999)
- Sertab (2000)
- Turuncu (2001)
- Sertab (2003)
- No Boundaries (2004)
- Aşk Ölmez (2005)

### Singli
- Zor Kadın (1999)
- Utanma (2000)
- Bu Yaz (2000)
- Yeni (2001)
- Every Way That I Can (2003)
- Here I Am (2003)
- Leave (2004)
- I Believe ( 2004)
- Aşk Ölmez, Biz Ölürüz (2005)
- Satılık Kalpler Şehri (2005)
- Kim Hakliysa (2005)